# Lobonema smithii
Lobonema finns i två arter; L. smithii samt L. mayeri. Anatomiska detaljer skiljer. Lobonema är en lungmanet hos vilken klockkantens lober samt vårtor på klockans ovansida, växt ut till tentakelliknande trådar. Sedd i vatten ger maneten således ett mer "vitluddigt" intryck än andra lungmaneter. Arterna växer till 50 cm diameter och är starkt brännande. Deras rykte att vara livsfarliga kan vara en följd  av att de rör sig i samma grumliga vatten som dödligt giftiga cubomedusor (Chironex m.fl). De senare är betydligt mindre i storlek, genomskinliga och förbises lätt. Lobonema arterna är vanliga kring Filippinerna och i Indomalajiska arkipelagen, men kan ibland påträffas i Norra Australien (Nordterritoriet)
Lobonema smithii är en manetart som beskrevs av Mayer 1910. Lobonema smithii ingår i släktet Lobonema och familjen Lobonematidae. Inga underarter finns listade i Catalogue of Life.